# Pondokgebangsari
Pondokgebangsari is een bestuurslaag in het regentschap Kebumen van de provincie Midden-Java, Indonesië. Pondokgebangsari telt 1566 inwoners (volkstelling 2010).